# Jacques Thibert
 (août 2018).
Si vous disposez d'ouvrages ou d'articles de référence ou si vous connaissez des sites web de qualité traitant du thème abordé ici, merci de compléter l'article en donnant les références utiles à sa vérifiabilité et en les liant à la section « Notes et références ».
Pour les articles homonymes, voir Thibert.
Jacques Thibert, né le 29 septembre 1935 à Montélimar, est un journaliste spécialisé dans le football. Il débute comme journaliste-pigiste à L'Équipe et à France Football en 1956 puis devient rédacteur en chef puis directeur de la rédaction de ce titre. Il est également grand reporter pour L'Équipe, France Foot 2, Football Magazine.
Jacques Thibert est l'auteur de nombreux ouvrages, dont La Fabuleuse histoire du football, coécrit avec Jean-Philippe Réthacker.